# Africaleurodes ochnaceae
Africaleurodes ochnaceae là một loài côn trùng cánh nửa trong họ Aleyrodidae, phân họ Aleyrodinae.
Africaleurodes ochnaceae được Dozier miêu tả khoa học đầu tiên năm 1934.